# Mari Boya
José María Navalón Boya, conegut com a Mari Boya   (Les, 13 d'abril de 2004) és un pilot d'automobilisme aranès que competeix en el mundial de Fórmula 3 amb l'equip espanyol Campos Racing, anteriorment havia corregut en el Campionat de Fórmula Regional Europea amb l'equip Van Amersfoort Racing.
En els anys anteriors al seu debut, Boya va completar una reeixida trajectòria en el kàrting, on va obtenir importants triomfs tant a nivell nacional com internacional, incloent una victòria en el Trofeu CIK Academy, organitzat per la Fédération Internationale de l'Automobile, i tres títols del Campionat d'Espanya de Kàrting (CEK). Al campionat espanyol, el seu debut es va produir el 2015, i en cinc anys va aconseguir tres títols, dos com a cadet i un com a júnior. Aquest últim el va aconseguir amb set victòries i una segona plaça en vuit carreres abans de donar el salt a la categoria sènior a finals d'any, on va aconseguir dos victòries en dos carreres.
Durant el seu primer any en monoplaces, Boya va ser subcampió amb tres victòries, 14 podis i tres poles.